# Inferno (Doctor Who)
Pour les articles homonymes, voir Inferno.
Inferno (Inferno) est le cinquante-quatrième épisode de la première série de la série télévisée britannique de science-fiction Doctor Who, diffusé pour la première fois en sept parties hebdomadaires du 9 mai au 20 juin 1970. Cet épisode qui clôt la septième saison originale de la série marque la dernière apparition de Caroline John dans le rôle du Dr. Liz Shaw.

## Accroche
Alors qu'il aide un projet destiné à creuser l'écorce terrestre qui tourne mal, le Docteur se retrouve dans une autre dimension contrôlée par un pouvoir fasciste...

## Distribution
- Jon Pertwee — Le Docteur
- Caroline John — Dr. Liz Shaw
- Nicholas Courtney — Brigadier Lethbridge-Stewart
- John Levene — Sergent Benton
- Olaf Pooley — Le Professeur Stahlman
- Christopher Benjamin — Sir Keith Gold
- Sheila Dunn — Petra Williams
- Derek Newark — Greg Sutton
- Ian Fairbairn — Bromley
- Walter Randall — Harry Slocum
- Derek Ware — Privé Wyatt
- David Simeon — Privé Latimer
- Roy Scammell — Sentry
- Keith James — Patterson
- Dave Carter, Pat Gorman, Walter Henry, Philip Ryan, Peter Thompson — Les Primords

## Résumé
Le Docteur est engagé comme consultant dans un projet surnommé Inferno dont le but est de casser la croûte de l'écorce terrestre afin de trouver un gaz pouvant servir de ressource d'énergie. Seulement, l'empressement et l'ambition de son directeur, le professeur Stahlman, provoque de nombreux incidents qui conduisent à la mort de techniciens, ce qui alerte l'attention d'UNIT. Le Docteur branche la console de son TARDIS au réacteur interne du projet, dans l'espoir de le refaire démarrer, tout en enquêtant sur les phénomènes mystérieux. Un liquide vert semble transformer certains techniciens et soldats d'UNIT en monstres agressifs. De plus, Stahlman a volontairement saboté l'ordinateur principal qui lui donnait tort sur ses calculs et l'empressement à vouloir finir semble conduire à une catastrophe. Un des observateurs du projet, Sir Keith Gold tente d'alerter le ministère des risques que le projet encours, tandis que Sutton, un ancien technicien dans la raffinerie se range de l'avis du Docteur. Sutton tente de séduire Petra, l'assistante de Stahlman.
La perte de contrôle du réacteur entraîne des réactions en chaîne qui projette le Docteur dans un univers parallèle. La monarchie y a été renversée au profit d'une république militarisée et probablement d'inspiration fasciste. Arrêté par les militaires pour s'être introduit sur une zone militaire, le Docteur rencontre le double de Liz, une militaire brune, et du Brigadier, borgne et sans moustache. Tentant de les convaincre qu'il vient d'un monde parallèle, le Docteur passe pour un espion. Toutefois, dans ce monde-ci aussi, Stahlman est à la tête du même type de projet Inferno mais ses pouvoirs sont renforcés par le régime et par la mort de Sir Keith. Il arrive ainsi plus vite à ses fins, ce qui solde par un problème de surtension.
Le Docteur réussit à arrêter le problème à temps, ce qui ne l'empêche pas d'être interrogé par les doubles de Liz et du Brigadier. Toutefois, Stahlman parvient à percer l'écorce du noyau terrestre ce qui provoque des tremblements de Terre un peu partout dans le pays. Faisant mine d'aider le Docteur et Sutton à refroidir le réacteur, Stahlman les agresse. Visiblement contaminé par le fluide vert, Stahlman réussit à convertir différents technicien, ainsi que Benton, qui se changent en des monstres verts et poilus proche du loup-garou. Le Docteur réussit à convaincre Liz et le Brigadier que la seule solution consiste à l'aider à recharger sa console afin de revenir dans son monde d'origine. Sutton et Petra aident le Docteur et réussissent à raccorder les fils de la console vers le réacteur tandis que le Brigadier menace le Docteur afin qu'il les emmène avec eux. Tentant de tuer le Docteur, il se fait tirer dessus par Liz. Le Docteur arrive à repartir dans son monde d'origine tandis qu'un déluge de lave s'abat sur les installations.
Le Docteur, est dans une sorte de coma, il réussira néanmoins à transmettre des informations à Liz et au Brigadier afin d'éviter l'explosion due à la surtension. Après quelques péripéties, le Docteur parvient à arrêter la foreuse à la toute fin du temps imparti. Il est à noter que Sir Keith Gold a survécu contrairement au monde parallèle, ce qui redonne espoir au Docteur. La fin n'offre pas de véritable conclusion pour le personnage de Liz, puisqu'on y voit le Docteur se disputer avec le Brigadier, tenter de faire fonctionner le TARDIS, atterri dans la décharge et revenir demander l'aide du Brigadier. L'épisode se conclut sur un fou rire de Liz.

## Continuité
- L'épisode La Révolte des intra-terrestres voit aussi un autre projet de forage dans la croûte terrestre qui tourne mal.
- Comme dans Spearhead from Space, le Docteur explique au Brigadier du monde parallèle que son nom est John Smith mais à la différence de celui-ci, cela ne le convainc pas.
- Le Docteur utilise pour la première fois une prise de karaté vénusien ainsi qu'une prise paralysante semblable à celle de Spock dans Star Trek.
- Si les créatures transformées par le liquide vert ne sont jamais nommées à l'écran, le scénario leur donne le nom de « primords ».
- Le Docteur dit avoir été présent durant l'éruption du Krakatoa en 1883. On retrouvera une photo du 9e Docteur sur les lieux de l'éruption dans Rose et c'est le lieu où Mr Smith s'écrase dans la série spin-off The Sarah Jane Adventures (The Lost Boy).
- Dans le monde parallèle que le Docteur explore durant Le Règne des Cybermen, la Grande-Bretagne est aussi une république.
- Bessie se déplace en même temps que le Docteur et la console du TARDIS dans l'univers parallèle.
- Lorsque Liz examine le Docteur lorsqu'il est inconscient, le Brigadier lui demande si elle a vérifié si les « deux cœurs battaient bien ».
- Le Docteur enlève la console du TARDIS. C'est la dernière fois que l'on voit ce modèle de console qui était dans la série depuis An Unearthly Child.
- C'est le dernier épisode officiel faisant apparaître le Dr. Liz Shaw. Dans un épisode de la série spin-off, The Sarah Jane Adventures (Death of the Doctor), on apprend qu'elle s'occupe d'une station spatiale d'UNIT sur la Lune.
- Un roman spin-off de la série, The Face of the Enemy écrit par David A. McIntee, raconte les aventures se déroulant dans le monde parallèle avant cet épisode en imaginant comment les humains se sont débrouillés face aux différentes invasions quand le Docteur ne les a pas aidés.